# Немезия
Неме́зия (лат. Nemésia) — род растений семейства Норичниковые (Scrophulariaceae), включает в себя около 50 видов однолетних и многолетних трав, изредка полукустарников из Южной Африки. Своё название род получил по имени древнегреческой богини возмездия Немезиды.

## Ботаническое описание
Однолетние и многолетние растения разного габитуса.
Листья супротивные, простые, линейные или ланцетные, зубчатые.
Цветки многочисленные, появляются в пазухах листьев, одиночные или в верхушечных соцветиях, венчик трубчатый с двумя губовидными отгибами, верхний отгиб четырёхдольный, нижний — двудольный, иногда со шпорцем, разнообразных оттенков. Цветение с начала лета до первой декады осени.
Плод — коробочка с многочисленными семенами.
Растение зимостойкое или только холодостойкое, в зависимости от вида.

## Ареал
Растут в прибрежных районах и в кустарниковых зарослях центральных областей Южной Африки.

## Хозяйственное значение и применение
Однолетние виды применяются в цветниках, для создания рабаток, групп, декоративных пятен; как бордюрные; как сезонные комнатные весной в прохладных интерьерах; как срезочная культура; многолетние виды используют в балконных ящиках или как контейнерные в прохладных теплицах.

## Агротехника
Посадка. Высаживают в цветники с влажной, хорошо дренированной, среднепитательной, слабощелочной почвой на солнечном месте.
В закрытом грунте высаживают в горшки или в другие ёмкости для посадки растений в обычный садовый субстрат, регулярно поливают и, для большего ветвления, прищипывают верхушки стеблей.
Уход. Растение влаголюбиво и нуждается в дополнительном поливе в сухой период. Для продления цветения рекомендуется укоротить отцветшие побеги во второй половине лета.
Размножение. Однолетние виды и сорта — посев провести весной в открытый грунт семенами на постоянное место, провести два прореживания. Для горшочной культуры весеннего цветения провести посев семян осенью в горшки. Многолетние виды размножают верхушечными черенками, которые надо срезать в конце лета; молодые укоренённые растения на зиму установить в прохладную теплицу.
Болезни и вредители. Склонны к грибковым заболеваниям корней и корневой шейки.

## Список видов
- Nemesia barbata (Thunb.) Benth. — Немезия бородатая
- Nemesia bicornis Pers. — Немезия двурогая
- Nemesia denticulata Fourc. — Немезия мелкозубчатая
- Nemesia fleckii Thell. — Немезия Флека
- Nemesia fruticans Benth. — Немезия кустистая
- Nemesia lilacina N.E.Br. — Немезия лиловая
- Nemesia macrocarpa Druce — Немезия крупноплодная
- Nemesia pinnata E.Mey. ex Benth. — Немезия перистая
- Nemesia strumosa Benth. — Немезия зобовидная

## Некоторые сорта
- Аврора, цветки крупные, комбинированной окраски шарлахово-белые, высота куста 30 см;
- Огненный король, цветки карминные, высота куста 30 см;
- Blue Gem, цветки ярко-синего цвета;
- Carnival, серия низкорослых компактных сортов, с цветками жёлтыми, красными, оранжевыми, розовыми и белыми, высота куста 17—23 см;
- Danish Flag, цветки контрастной расцветки — красно-белые;
- KLM, цветки контрастной расцветки — сине-белые, с жёлтым зевом;
- National Ensign, цветки двухцветные — тёмно-розово-красные с белым;
- Princess of Orange, цветки оранжевые с красным жилкованием, высота куста до 20 см.